# DDR-Badmintonmeisterschaft/Mixed
Die DDR-Meisterschaften im Badminton wurden von 1960 bis 1990 ausgetragen. Folgend die Medaillengewinner im Mixed.

## Medaillengewinner im Mixed
| Saison      | Erster                                                                        | Zweiter                                                                                  | Dritter                                                                       | Dritter                                                                              |
| ----------- | ----------------------------------------------------------------------------- | ---------------------------------------------------------------------------------------- | ----------------------------------------------------------------------------- | ------------------------------------------------------------------------------------ |
| 1960 / 1961 | Hans Abraham / Rita Gerschner (EBT Berlin / Traktor Hilbersdorf)              | Helmut Standfuß / Ruth Preuß (Post Berlin)                                               | Annemarie Fritzsche / Gottfried Seemann (Aktivist Tröbitz)                    |                                                                                      |
| 1961 / 1962 | Erich Wilde / Rita Gerschner (Aktivist Tröbitz)                               | Rainer Blumenthal / Klose (Stahl Thale)                                                  | Peter Bräseke / Irmgard Fischer (SG Gittersee)                                |                                                                                      |
| 1962 / 1963 | Gottfried Seemann / Rita Gerschner (Aktivist Tröbitz)                         | Helmut Standfuß / Ruth Preuß (Post Berlin)                                               | Erich Wilde / Annemarie Fritzsche (Aktivist Tröbitz)                          |                                                                                      |
| 1963 / 1964 | Gottfried Seemann / Rita Gerschner (Aktivist Tröbitz)                         | Joachim Schimpke / Annemarie Richter (Motor IFA Karl-Marx-Stadt)                         | Hartmut Münch / Ruth Preuß (Post Berlin)                                      |                                                                                      |
| 1964 / 1965 | Gottfried Seemann / Rita Gerschner (Aktivist Tröbitz)                         | Joachim Schimpke / Annemarie Richter (Motor IFA Karl-Marx-Stadt)                         | Klaus Basdorf / Elke Lein (Post Berlin / Motor IFA Karl-Marx-Stadt)           |                                                                                      |
| 1965 / 1966 | Gottfried Seemann / Rita Gerschner (Aktivist Tröbitz)                         | Eberhard Hübner / Brigitte Lehnert (SG Gittersee / Dynamo Aschersleben)                  | Bernd Hachmeister / Beate Herbst (HSG DHfK Leipzig)                           |                                                                                      |
| 1966 / 1967 | Gottfried Seemann / Rita Gerschner (Aktivist Tröbitz)                         | Klaus Basdorf / Ruth Preuß (Post Berlin / Einheit Kyritz)                                | Bernd Winter / Adelheid Winter (Fortschritt Greiz)                            | Horst Hensel / Gudrun Plaxin (Motor Zittau)                                          |
| 1967 / 1968 | Volker Herbst / Beate Herbst (HSG DHfK Leipzig)                               | Alfred Petschik / Annerose Theim (Einheit Gotha)                                         | Claus Stegner / Dörthe Erhard (Motor Zittau / Lok Dresden)                    | Kurt Willumeit / Gudrun Abraham (EBT Berlin)                                         |
| 1968 / 1969 | Eberhard Hübner / Karin Kattner (SG Gittersee)                                | Alfred Petschik / Annerose Theim-Borst (Einheit Gotha)                                   | Gerd Migdal / Renate Migdal (EBT Berlin)                                      | Helmut Fleischer / Gudrun Scholz (Motor West Erfurt)                                 |
| 1969 / 1970 | Joachim Schimpke / Rita Gerschner (Aktivist Tröbitz)                          | Erfried Michalowsky / Christine Zierath (Einheit Greifswald)                             | Volker Herbst / Beate Herbst (HSG DHfK Leipzig)                               | Harald Richter / Annemarie Richter (BSG Wismut Karl-Marx-Stadt)                      |
| 1970 / 1971 | Joachim Schimpke / Rita Gerschner (Aktivist Tröbitz)                          | Harald Richter / Annemarie Richter (BSG Wismut Karl-Marx-Stadt)                          | Klaus Müller / Angela Cassens (Einheit Greifswald)                            | Harald Lehniger / Gaby Apitz (TSG Fürstenwalde)                                      |
| 1971 / 1972 | Roland Riese / Monika Thiere (Fortschritt Tröbitz)                            | Erfried Michalowsky / Christine Zierath (Einheit Greifswald)                             | Harald Richter / Annemarie Richter (BSG Wismut Karl-Marx-Stadt)               | Gerd Pigola / Christel Sommer (HSG DHfK Leipzig)                                     |
| 1972 / 1973 | Roland Riese / Monika Thiere (Fortschritt Tröbitz)                            | Edgar Michalowski / Angela Michalowski (Einheit Greifswald)                              | Harald Richter / Annemarie Richter (Fortschritt Tröbitz)                      | Erfried Michalowsky / Christine Zierath (Einheit Greifswald)                         |
| 1973 / 1974 | Claus Cassens / Monika Thiere (SG Gittersee)                                  | Bernd Behrens / Jutta Tietze (SG Gittersee)                                              | Erfried Michalowsky / Christine Zierath (Einheit Greifswald)                  | Klaus-Peter Färber / Annemarie Richter (Halbleiterwerk Frankfurt / Oder)             |
| 1974 / 1975 | Erfried Michalowsky / Angela Michalowski (Einheit Greifswald)                 | Edgar Michalowski / Christine Zierath (Einheit Greifswald)                               | Claus Cassens / Monika Cassens (SG Gittersee)                                 | Klaus Müller / Renate Thurow (Einheit Greifswald)                                    |
| 1975 / 1976 | Erfried Michalowsky / Angela Michalowski (Einheit Greifswald)                 | Claus Cassens / Monika Cassens (SG Gittersee)                                            | Klaus Müller / Renate Thurow (Einheit Greifswald)                             | Edgar Michalowski / Christine Zierath (Einheit Greifswald)                           |
| 1976 / 1977 | Erfried Michalowsky / Angela Michalowski (Einheit Greifswald)                 | Claus Cassens / Monika Cassens (HSG Lok HfV Dresden)                                     | Volker Herbst / Christel Sommer (HSG DHfK Leipzig)                            | Edgar Michalowski / Renate Thurow (Einheit Greifswald)                               |
| 1977 / 1978 | Erfried Michalowsky / Angela Michalowski (Einheit Greifswald)                 | Roland Riese / Astrit Schreiber (Fortschritt Tröbitz / Fortschritt Hohenstein-Ernstthal) | Edgar Michalowski / Monika Cassens (Einheit Greifswald / HSG Lok HfV Dresden) | Michael Franz / Ilona Michalowsky (Einheit Greifswald)                               |
| 1978 / 1979 | Edgar Michalowski / Monika Cassens (Einheit Greifswald / HSG Lok HfV Dresden) | Erfried Michalowsky / Angela Michalowski (Einheit Greifswald)                            | Reinhard Schille / Karin Hahndorf (Lok Magdeburg)                             | Michael Franz / Ilona Michalowsky (Einheit Greifswald)                               |
| 1979 / 1980 | Edgar Michalowski / Monika Cassens (Einheit Greifswald / HSG Lok HfV Dresden) | Erfried Michalowsky / Angela Michalowski (Einheit Greifswald)                            | Thomas Mundt / Birgit Kämmer (Einheit Greifswald)                             | Frank-Thomas Seyfarth / Ilona Michalowsky (Fortschritt Tröbitz / Einheit Greifswald) |
| 1980 / 1981 | Edgar Michalowski / Monika Cassens (Einheit Greifswald / HSG Lok HfV Dresden) | Thomas Mundt / Ilona Michalowsky (Einheit Greifswald)                                    | Erfried Michalowsky / Birgit Kämmer (Einheit Greifswald)                      | Michael Franz / Petra Michalowsky (Einheit Greifswald)                               |
| 1981 / 1982 | Edgar Michalowski / Monika Cassens (Einheit Greifswald / HSG Lok HfV Dresden) | Erfried Michalowsky / Petra Michalowsky (Einheit Greifswald)                             | Frank-Thomas Seyfarth / Christine Ober (Fortschritt Tröbitz)                  | Thomas Mundt / Ilona Michalowsky (Einheit Greifswald)                                |
| 1982 / 1983 | Erfried Michalowsky / Petra Michalowsky (Einheit Greifswald)                  | Edgar Michalowski / Monika Cassens (Einheit Greifswald / HSG Lok HfV Dresden)            | Thomas Mundt / Ilona Ryk (Einheit Greifswald)                                 | Norbert Michalowsky / Angela Michalowski (Einheit Greifswald)                        |
| 1983 / 1984 | Erfried Michalowsky / Petra Michalowsky (Einheit Greifswald)                  | Edgar Michalowski / Angela Michalowski (Einheit Greifswald)                              | Thomas Mundt / Monika Cassens (Einheit Greifswald / HSG Lok HfV Dresden)      | Andreas Benz / Birgit Kämmer (HSG Lok HfV Dresden / Einheit Greifswald)              |
| 1984 / 1985 | Erfried Michalowsky / Petra Michalowsky (Einheit Greifswald)                  | Edgar Michalowski / Angela Michalowski (Einheit Greifswald)                              | Thomas Mundt / Monika Cassens (Einheit Greifswald / HSG Lok HfV Dresden)      | Andreas Benz / Birgit Kämmer (HSG Lok HfV Dresden / Einheit Greifswald)              |
| 1985 / 1986 | Erfried Michalowsky / Petra Michalowsky (Einheit Greifswald)                  | Thomas Mundt / Monika Cassens (Einheit Greifswald / HSG Lok HfV Dresden)                 | Edgar Michalowski / Angela Michalowski (Einheit Greifswald)                   | Andreas Benz / Birgit Kämmer (HSG Lok HfV Dresden / Einheit Greifswald)              |
| 1986 / 1987 | Thomas Mundt / Monika Cassens (Einheit Greifswald / HSG Lok HfV Dresden)      | Erfried Michalowsky / Petra Michalowsky (Einheit Greifswald)                             | Kai Abraham / Petra Tobien (EBT Berlin)                                       | Edgar Michalowski / Angela Michalowski (Einheit Greifswald)                          |
| 1987 / 1988 | Thomas Mundt / Monika Cassens (Einheit Greifswald / HSG Lok HfV Dresden)      | Erfried Michalowsky / Petra Michalowsky (Einheit Greifswald)                             | Dirk Hickl / Petra Tobien (EBT Berlin)                                        | Kai Abraham / Jacqueline Bolduan (EBT Berlin)                                        |
| 1988 / 1989 | Erfried Michalowsky / Petra Michalowsky (Einheit Greifswald)                  | Kai Abraham / Jacqueline Bolduan (EBT Berlin)                                            | Thomas Mundt / Monika Cassens (Einheit Greifswald / HSG Lok HfV Dresden)      | Dirk Hickl / Petra Tobien (EBT Berlin)                                               |
| 1989 / 1990 | Thomas Mundt / Petra Michalowsky (Einheit Greifswald)                         | Kai Abraham / Jacqueline Bolduan (EBT Berlin)                                            | Erfried Michalowsky / Petra Schubert (Einheit Greifswald)                     | Andreas Benz / Monika Cassens (HSG Lok HfV Dresden)                                  |